# Clytostoma callistegioides
Clytostoma callistegioides es una especie del género Clytostoma, la cual pertenece a la familia Bignoniaceae.

## Descripción
Trepadora perennifolia leñosa nativa de América del Sur, que puede alcanzar de 6 a 8 m de altura. Tiene la capacidad de enredarse en torno a soportes de poco diámetro. Se la encuentra frecuentemente asociada a la Doxantha unguis-cati.

### Hojas
Las hojas de color verde oscuro son compuestas 2-foliadas, con zarcillos simples. Los folíolos tienen de 3 a 8 cm de largo por 2 a 3 cm de ancho.

### Flores

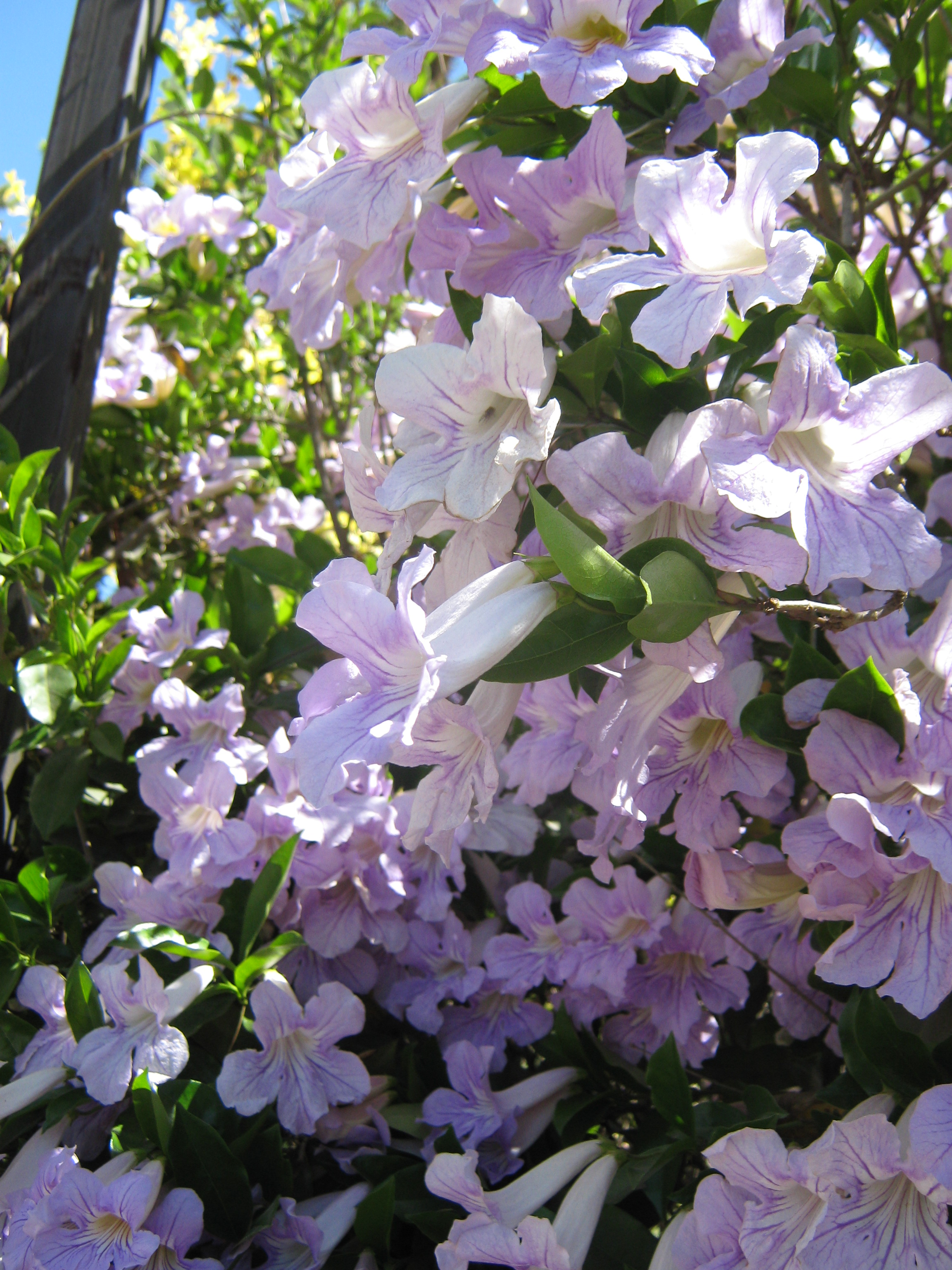

Las abundantes flores de esta planta son de color rosáceo-lilacino miden de 5 a 7 cm de largo, y se las encuentra reunidas en grupos de 2 a 4. Tienen un suave aroma perfumado.

### Fruto
El fruto es grueso, leñoso, de color castaño, tapizado de pelos rígidos, y mide de 7 a 9 cm.